# Sailaufer Forst

Gemeindefreies Gebiet Sailaufer Forst

Der Sailaufer Forst ist ein 14,35 km² großes gemeindefreies Gebiet im Landkreis Aschaffenburg im bayerischen Spessart. Das Gebiet ist komplett bewaldet und wird von der Eselshöhe durchzogen.

## Geographie

### Lage
Der Forst liegt östlich der namensgebenden Gemeinde Sailauf. Der Höchste Punkt im Sailaufer Forst befindet sich mit 507 m ü. NHN zwischen dem Berg Steigkoppe und dem Engländer, der niedrigste liegt mit 233 m ü. NHN am Sailaufbach nordöstlich von Sailauf. Im südwestlichen Teil Forstes befinden sich 19 Exklaven von Sailauf und zwei der Gemeinde Laufach.

### Berge
Berggipfel, die vollständig im Sailaufer Forst liegen, sind (nach Höhe sortiert):
| Name des Berges | Höhe in Meter |
| --------------- | ------------- |
| Steigkoppe      | 502           |
| Gersberg        | 486           |
| Kufenberg       | 485           |
| Efflingsberg    | 447           |
| Kuppe           | 433           |
| Leitersberg     | 433           |
| Steigkopf       | 423           |
| Kammberg        | 413           |

### Nachbargemeinden
|                  | Gemeinde Sommerkahl                         | Schöllkrippener Forst (Gemeindefreies Gebiet)  |
| Gemeinde Sailauf | Kompassrose, die auf Nachbargemeinden zeigt | Gemeinde Heigenbrücken                         |
|                  | Gemeinde Laufach                            | Forst Hain im Spessart (Gemeindefreies Gebiet) |

## Kultur und Sehenswürdigkeiten

### Gebäude
- Im nordöstlichen Teil Forstes befindet sich das Waldhaus Engländer, das 1845 von König Ludwig I. erbaut wurde.

### Gedenkstätten

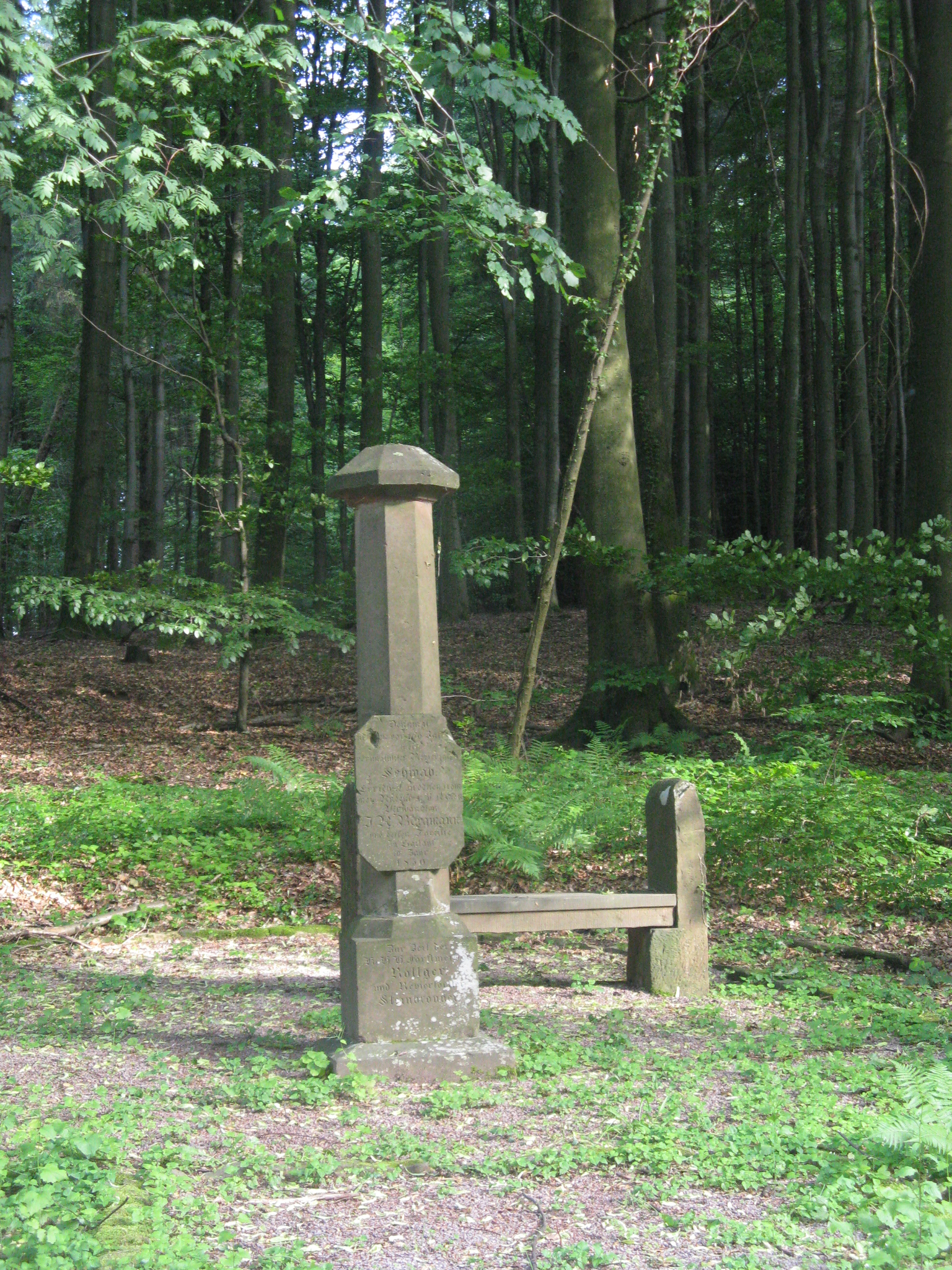
Am Schwabenheiligen

Im Sailaufer Forst befinden sich drei Gedenkstätten:
- Die achteckige Sandsteinsäule „Am Schwabenheiligen“ liegt an der Straße von Sailauf zum Engländer. Es handelt sich um eine Gedenkstätte für den Mitte des 18. Jahrhunderts verunglückten Revierjägers Schwab. Erst 100 Jahre später (1850) wurde dieser Stein mit Inschrift von Schwabs Nachfahren gesetzt, nämlich der Familie des lokalen Brauers und Gastwirts Johann Adam Bergmann. Dieser war der Vater des Automobilunternehmers Theodor Bergmann.
- Ca. 1,5 km weiter führt der vom Wanderparkplatz am Schwabenheiligen ausgehende Weg zum „Kurzen Heiligen“ (am Eselsweg an der Gemarkungsgrenze zu Laufach). Das ist ein Bildstock, der an einen an dieser Stelle geschehenen Mord an dem Revierförster Kurz durch einen Wilderer Mitte des 19. Jahrhunderts erinnert. Das die Tat darstellende Bild wurde im Laufe der Jahre mehrfach ausgewechselt, zuletzt 1980.
- Südöstlich von Sommerkahl befindet sich im Sailaufer Forst eine Grotte mit Wasserfall, dessen Wasser in die Speckkahl mündet.

## Naturschutz
Folgende Naturschutzgebiete liegen teilweise auf dem Gebiet des Sailaufer Forstes:
- Amphibienfreistätte Speckkahl (NSG-00187.01)
- Spessartwiesen (NSG-00586.01)

## Verkehr
Durch den Sailaufer Forst führen die Kreisstraße AB 2 (Spessart-Höhenstraße) und im Lohrgrund die AB 23.